# Яффська угода (1192)
Яффська угода 1192 року — договір між королем Англії Річардом Левове Серце і мусульманським правителем Салах ад-Діном, укладений 1 або 2 вересня 1192 року (20 числа Ша'бан 588 року гіджри) незабаром після битви при Яффі в липні-серпні 1192 року. Договір гарантував вільний доступ неозброєним християнським паломникам та торгівцям до Єрусалиму і гарантував трирічне перемир'я між двома арміями. Договір був укладений за сприяння Баліана д'Ібелін, очільника оборони Єрусалима 1187 року і завершив Третій хрестовий похід.
Іноді він також відомий як Рамльська угода або Договір 1192 року.

## Передумови
Під час Третього хрестового походу армії хрестоносців на чолі королем Англії Річардом I Левове Серце, королем Франції Філіпом II Августом і герцогом Австрії Леопольдом вдалось після дворічної облоги в липні 1191 році захопити Акру, після чого Філіп і Леопольд з більшістю своїх лицарів відбули додому. Річард Левове Серце залишився в Палестині єдиним керівником хрестового походу.

## Попередні спроби домовитись

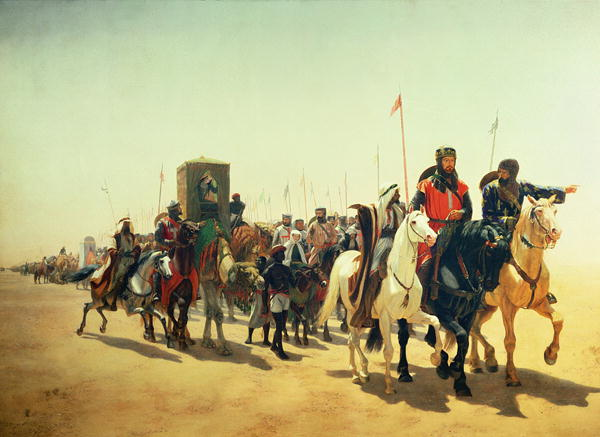
Річард Левове Серце в поході на Єрусалим. Джеймс Вільям Глес

Після облоги Акри король Річард і Салах ад-Дін провели серію перемовин про умови завершення Третього хрестового походу. Ці листи зазвичай містили аргументи про релігійні аспекти і про те, хто, християни чи мусульмани, мали більше прав на Єрусалим. Жодна з цих спроб фактично не призвела до укладення мирних домовленостей.

У вересні 1191 року Річард переміг військо Салах ад-Діна в битві при Арзуфі, після чого зміг захопити Яффу. В листопаді 1191 року і в червні 1192 року Річард на чолі армії хрестоносців здійснив дві спроби походу на Єрусалим і обидва рази мусив відступити дійшовши майже до меж видимості міста, перший раз через несприятливі погодні умови, а другий розбіжності серед лідерів хрестоносців. 

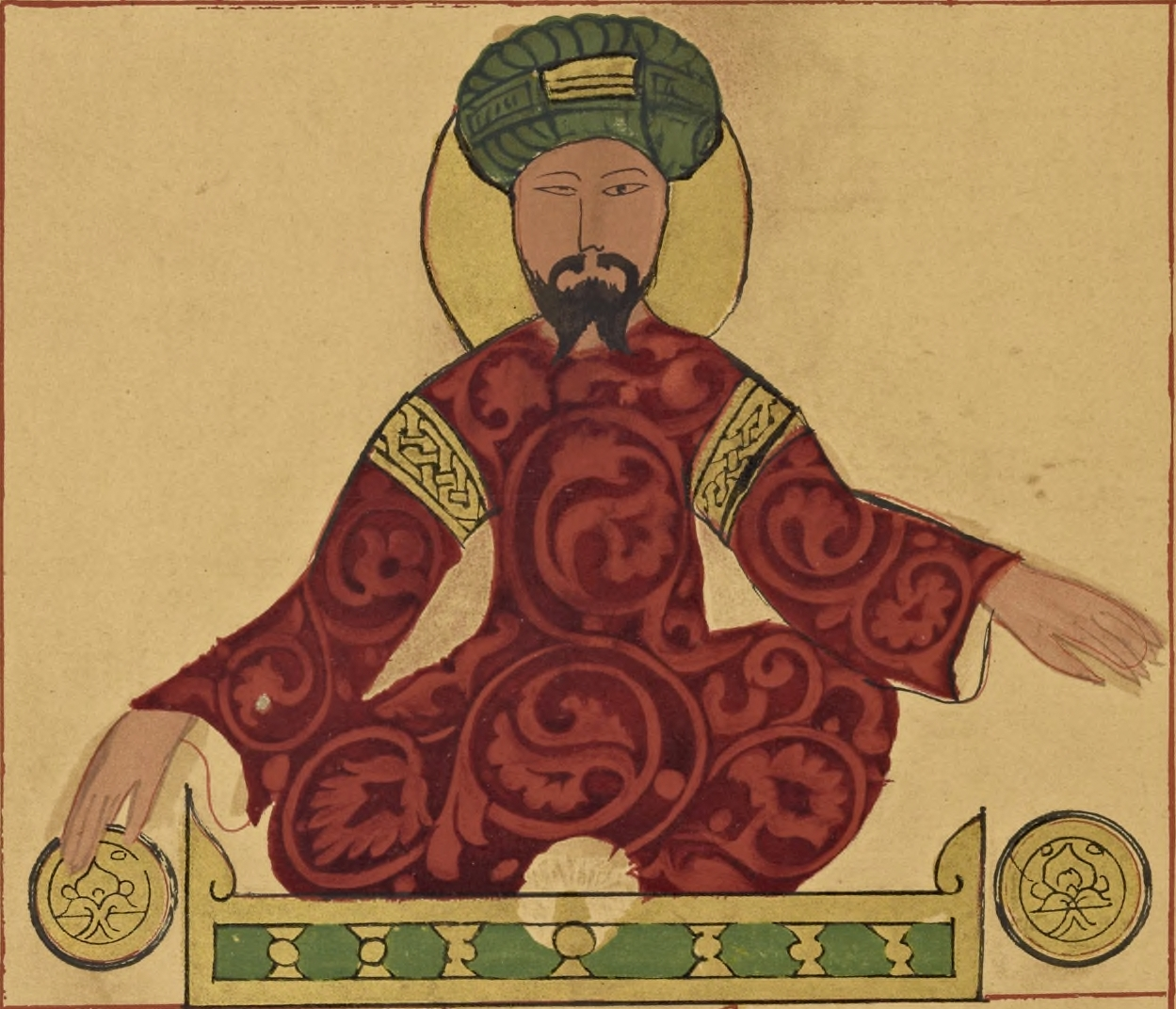
Салах-ад-Дін, мініатюра, створена до 1185 року

Влітку 1192 року, перебуваючи в Акрі, Річард готувався повернутися додому через несприятливі для нього політичні події, які відбувались Англії, коли почув новину про те, що Салах ад-Дін та його армія знову взяла в облогу Яффу. Річард і на чолі невеликого загону чисельністю трохи більше 2000 чоловік попливли до Яффи на кораблях і у раптовому нападі зі своїх кораблів розбили армію Салах ад-Діна, яка не очікувала атаки з моря. Битва при Яффі закінчилася повною невдачею для Саладіна, який був змушений відступити. Ця битва значно зміцнила позиції прибережних держав хрестоносців.
2 вересня 1192 року, після поразки під Яффо, Салах ад-Дін був змушений укласти угоду з Річардом, умови якої сторони намагались узгодити протягом останніх двох років. Ні Салах ад-Дін, ні король Річард не були прихильниками укладання мирної угоди, але вони не мали іншого вибору. Ісламський правитель був ослаблений поразками та витратами війни, і обом з них довелося мати справу із загрозами їх владі вдома, що вимагало від них негайного повернення з Палестини у власні королівства.

## Умови мирного договору

Карта держав хрестоносців в 1190 році (перед 3-м хрестовим походом)

Договір головним чином торкався двох основних питань — статусу Єрусалима та права християн на паломництво, а також ступінь суверенітету держави хрестоносців у Святій Землі. По-перше, договір гарантував безпечний проїзд християн і мусульман через Палестину, заявивши, що Єрусалим залишатиметься під контролем ісламу, але він буде відкритий для християнських паломництв. По-друге в ньому було узгоджено, що християни утримуватимуть узбережжя від Тіру до Яффо, що практично зводило латинське Єрусалимське королівство, яке втратило майже всю свою територію в 1187 році, до прибережної смуги, яка простягається між цими двома містами. Аскалон був спірним питанням, оскільки загрожував зв'язку між володіннями Салах ад-Діна в Єгипті та Сирії і зрештою було погоджено, що укріплення Аскалона мали бути зруйновані, а саме місто повернуто Салах ад-Діну.
Річард покинув Святу Землю, відпливши з Акри 9 жовтня 1192 року.

## Наслідки

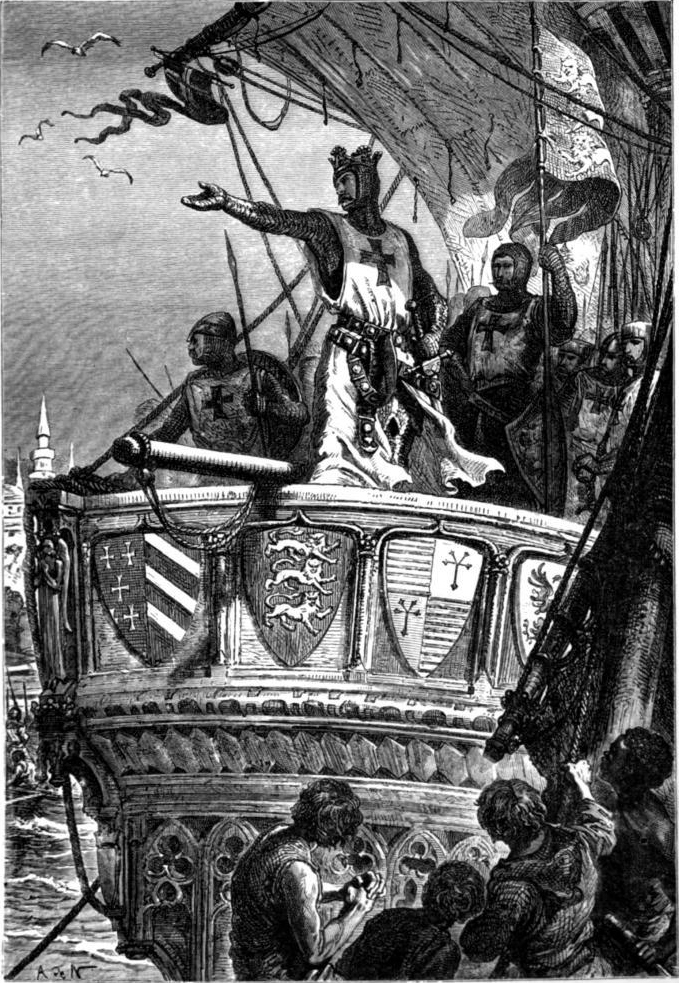
Річард I Левове Серце прощається зі Святою землею. Картина Франсуа Гізо.

Жодна сторона не була цілком задоволена результатами війни. Хоча перемоги Річарда позбавили мусульман важливих прибережних територій і відновили життєздатну Франкську державу в Палестині, багато християн на Латинському Заході були розчаровані тим, що він вирішив не відвойовувати Єрусалим. Так само багато хто в ісламському світі були стурбовані тим, що Салах ад-Діну не вдалося остаточно вигнати християн із Сирії та Палестини. Проте мусульмансько-християнська торгівля в портових містах уздовж узбережжя Середземного моря та на всьому Близькому Сході процвітала.

## Яффська угода 1229 р
У 1229 році між племінником Салах ад-Діна Аль-Камілєм та імператором Фрідріхом II було підписано іншу Яффську угоду, яка поклала кінець Шостому хрестовому походу. Згідно цієї угоди Єрусалим та низка інших територій в Палестині без бою передавались під контроль хрестоносців.